# Krugsdorf

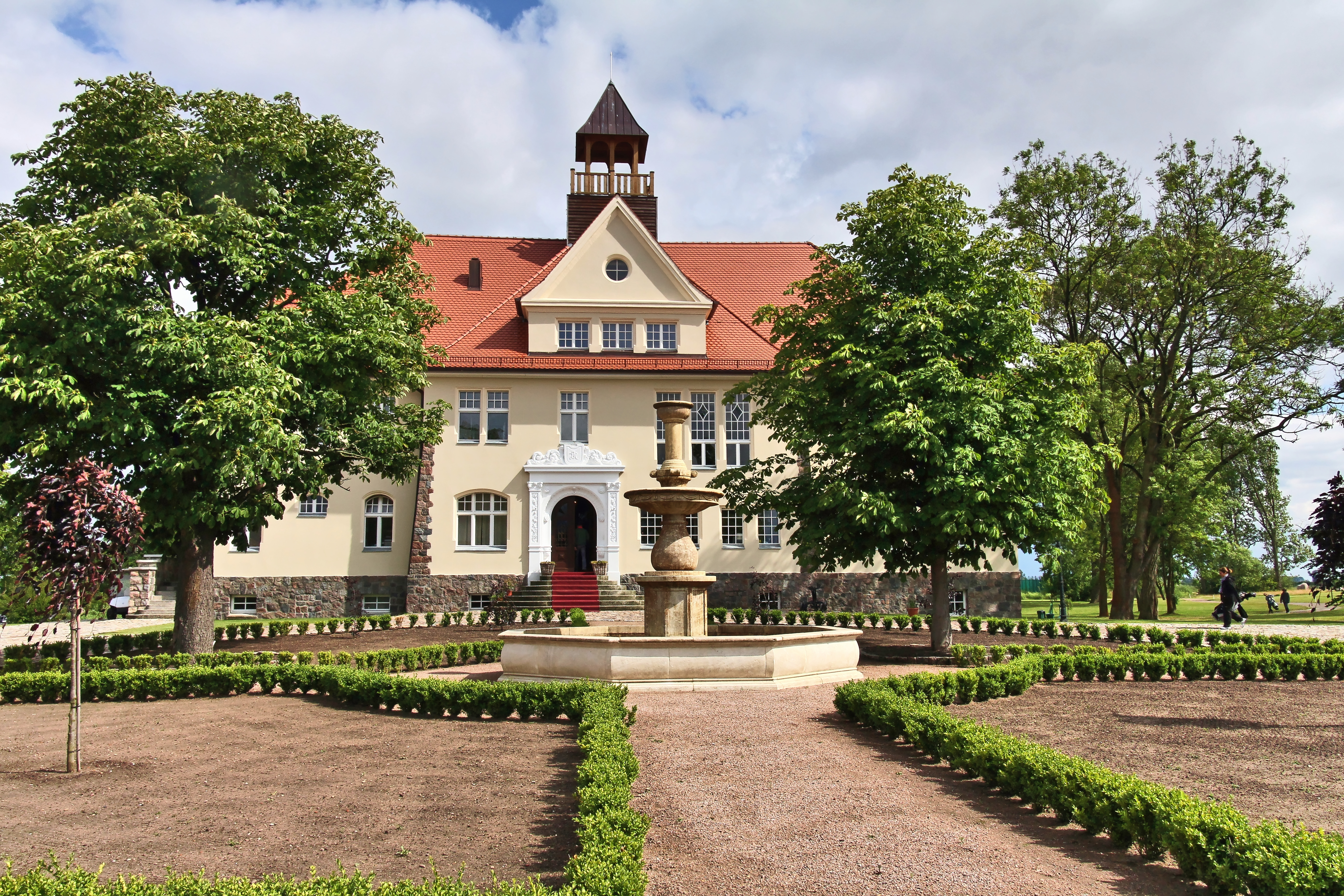
Pałac Krugsdorf

Krugsdorf (pol. Świechcin) – gmina w Niemczech, wchodząca w skład Związku Gmin Uecker-Randow-Tal w powiecie Vorpommern-Greifswald, w kraju związkowym Meklemburgia-Pomorze Przednie.